# Quatuor Mosaïques
Le Quatuor Mosaïques est un quatuor à cordes franco-autrichien, fondé en 1987 à Vienne.

## Histoire
Le Quatuor Mosaïques est fondé par des solistes de l'Ensemble Mosaïques (1984–1991), composé d'une vingtaine de musiciens. Le nom est trouvé par Christophe Coin lors d'une visite à Venise : « J'ai eu l'idée du nom de l'orchestre, à Venise, en contemplant une mosaïque de l'église San Marco. Chaque détail semble magnifiquement pensé. Mais c'est la fresque entière que l'on saisit d'un seul regard. En musique c'est pareil. Il faut travailler les détails, faire des recherches en organologie, en musicologie, réfléchir sur les articulations, les phrasés, les dynamiques... Forger les meilleures conditions d'écoute, comme l'œil qui perçoit la fresque a su découvrir la distance idéale. » Les membres sont les chefs de pupitres à cordes de l'ensemble.
L'ensemble joue sur des instruments anciens. Il a redécouvert des œuvres maîtresses de la période classique et du début du romantisme (par exemple de Louis Emmanuel Jadin et Luigi Boccherini). Il enregistre notamment les intégrales des quatuors à cordes de Haydn, Mozart et Beethoven.
L'ensemble a reçu plusieurs prix pour ses enregistrements (entre autres deux Gramophone Awards pour leur interprétation des quatuors de Haydn en 1993 et 1996).

## Membres
- Erich Höbarth : premier violon (J. Guarnerius filius Andreae, Crémone 1683)[4],[5]
- Andrea Bischof : second violon (XVIIIe siècle français)
- Anita Mitterer : alto (Carolus Le Pot, Lille 1725)
- Christophe Coin : violoncelle  (Alessandro Gagliano, Naples c. 1720, prêté par le Fonds Instrumental Français)

## Discographie
- Albrechtsberger, Entre ciel et terre (2009, coll. « Parenthèses », Laborie LC24508) (OCLC 906258105)
- Arriaga, Trois quatuors à cordes (1-7 septembre 2006, Universal Music) (OCLC 430971632)
- Beethoven, Quatuors à cordes nos 1 à 6, op. 18 (avril 1994, septembre 2004 et mars 2005, Astrée / 3CD Naïve) (OCLC 32951649 et 61688263)
- Beethoven, Quatuors à cordes nos 12 à 16 (2017, 3 SACD Naïve)
- Boccherini, Quintettes avec piano, op. 56 et 57 [G.407-408 et G.411] et [G.414-415 et G.418] « dédiés à la Nation Française » - Quatuor Mosaïques et Patrick Cohen, piano-forte (octobre 1993 et novembre 1989, Astrée E 8518 & E 8721)[6] (OCLC 30652640), (OCLC 23160715)
- Boëly, Trio en ut majeur, op. 5 no 2 - Quatuor à cordes no 1 - Mélodie pour violoncelle no 2 en mi majeur - Sextuor en ré majeur - Quatuor Mosaïques, Christophe Coin[7], Éric Lebrun, orgue (2009, Laborie) (OCLC 495067992)
- David, Troisième quatuor en ré mineur (mai 2010, coll. « Parenthèses », Laborie LC 24585) (OCLC 884862067)
- Joseph Haydn — repris en coffret de 10CD (OCLC 865013406) :
  - Quatuors opus 20 (janvier 1990 et mars 1992, 2CD Astrée E 8786 / E8785)[8] (OCLC 221968911 et 600014570)
  - Quatuors opus 33 (août 1995 et octobre 1996, 2CD Astrée-Auvidis) (OCLC 52419401 et 640058223)
  - Quatuors opus 64 (juin 2003, Naïve) (OCLC 54968124 et 417449015)
  - Quatuors opus 76 (novembre 1998 et janvier 2000, 2CD Astrée / Naïve E 8665)[9] (OCLC 225495609 et 850882933)
  - Quatuors opus 77 (mars 1989, Astrée E 8800) (OCLC 386773363)
  - Les sept dernières paroles de Notre Rédempteur sur la croix (17 avril 1992, Astrée E 8803) (OCLC 63161187)
- Hyacinthe et Louis Emmanuel Jadin, Trois quatuors à cordes : op. 3 no 1, op. 2 no 1 ; Quatuor no 2 (octobre 1994, Valois V4738 / Naïve V4903)[10] (OCLC 221471820 et 659256760), (BNF 38589737)
- Mendelssohn, Quatuor à cordes, op. 12 et 13 (décembre 1997, Astrée-Auvidis) (OCLC 40419654)
- Mozart — Les quatuors étant repris en coffret de 4CD (OCLC 57362659) :
  - Quatuors à cordes No 14 KV. 387 en sol majeur op. 10 no 1 « Le printemps » & No 15 KV. 421(417b) en ré mineur op. 10 no 2 (septembre 1990, Astrée E 8746)[11] (OCLC 870140873)
  - Quatuors à cordes No 18 KV. 464 en la majeur op.10 no 5 & No 19 KV. 465 en ut majeur op. 10 no 6 « Les dissonances » (juillet 1991, Astrée E 8748)
  - Quatuors à cordes K 499 et K 589 (janvier 2001, Astrée-Auvidis) (OCLC 48512769)
  - Quatuors à cordes K 575 et K 590 (juillet 1998, Astrée) (OCLC 56915122)
  - Quintette avec clarinette K 581 ; Trio « les quilles » K 498 -  Wolfgang Meyer, clarinette ; Patrick Cohen, hammerflügel (octobre et novembre 1992, Astrée E 8736 / Naïve)[12] (OCLC 71442218 et 854864739)
- Schubert :
- Quatuors à cordes nos 1 et 13 opus 125/D87 et opus 29/D 804 « Rosamunde » (Astrée-Auvidis E 8580) (OCLC 77252554)
- Quatuor à cordes « Der Tod und das Mädchen », D 810 ; Quatuor à cordes, D 173 (2009, Laborie) (OCLC 857092753)
- Woelfl, Quatuors à cordes op. 4 no 3 et op. 10 nos 1 et 4 - sur des instruments du luthier viennois, Franz Geissenhof (1753–1821) (26-30 septembre 2011, Paladino Music PMR0023) (OCLC 808668204)